# Wola Gułowska
Wola Gułowska (prononciation : [ˈvɔla ɡuˈwɔfska]) est un village polonais de la gmina d'Adamów dans le powiat de Łuków de la voïvodie de Lublin dans l'est de la Pologne.
Il se situe à environ 7 kilomètres au sud-ouest d'Adamów (siège de la gmina), 30 kilomètres au sud-ouest de Łuków (siège du powiat) et 57 kilomètres au nord-ouest de Lublin (capitale de la voïvodie).
Le village comptait approximativement une population de 318 habitants en 2009.

## Histoire
Au cours de la Seconde Guerre mondiale, du 3 au 5 octobre 1939, les soldats polonais se sont battus contre l'armée allemande autour du cimetière de Wola Gułowska (le cimetière a été pris par les Polonais). Pendant les combats près de Wola Gulowska, les Polonais et les parachutistes allemands ont aussi combattu près de l'aérodrome local. Les combats autour de Wola Gulowska font partie des plus petites batailles pendant la bataille de Kock. Les Polonais ont été défaits en raison de l'épuisement des munitions. Un sanctuaire et un musée ont été érigés dans le village après la guerre afin de se rappeler ces combats.
De 1975 à 1998, le village est attaché administrativement à l'ancienne voïvodie de Siedlce.

Depuis 1999, il fait partie de la nouvelle voïvodie de Lublin.